# 小さな奇蹟
『小さな奇蹟』（ちいさなきせき）は、1999年10月21日にリリースされた稲垣潤一38枚目のシングル。

## 解説
稲垣が音楽監修した映画『アイ・ラヴ・ユー』の主題歌としてリリース。TBS系『日立 世界・ふしぎ発見!』エンディングテーマソングにも採用され、ダブルタイアップとなっている。カップリング曲は、映画『アイ・ラヴ・ユー』の挿入歌。8cmCDジャケットのシングルは、本作が最後（次作「君の瞳はそのままに」はマキシシングルケースに収められた8cmCD。その次が完全にマキシシングルに移行）。

## 収録曲
1. 小さな奇蹟
  - 作詞:山田ひろし、作曲:桑村達人、編曲:土橋雅樹
2. FAIRY
  - 作詞:亜伊林、作曲:松本俊明、編曲:塩入俊哉
3. 小さな奇蹟（オリジナル・カラオケ）

## 逸話
1998年、稲垣が日本テレビ系『THE夜もヒッパレ』に出演した回にT.M.Revolutionの「THUNDERBIRD」を歌ったのがきっかけで、TBS系『日立 世界・ふしぎ発見!』エンディング・テーマに採用された経緯がある。同曲もかつて同番組のタイアップが付いていた。同回で稲垣は、ボビー・ヘブの「Sunny」も披露したが、2002年リリースのアルバム『稲垣潤一』収録曲として正式にカバーした。